# Max Hammer (Politiker)
Max Hammer (* 28. März 1886 in Naundorf (Sachsen); † 24. April 1970 in Stuttgart) war ein deutscher Politiker (SPD, Spartakusbund, KPD, KPO).

## Leben
Nach dem Besuch der Volksschule absolvierte Hammer die Lehre zum Möbelpolierer und zog auf Wanderschaft durch Deutschland, ehe er sich in Stuttgart niederließ. Hier trat er 1909 der SPD bei und gehörte von da an dem linken Flügel der Partei an. Während des Ersten Weltkriegs schloss er sich dem Spartakusbund an und trat 1919 in die KPD ein. 1920 wurde er dort zum hauptamtlichen Parteisekretär berufen und wurde auf dem VII. Leipziger Parteitag 1923 in den Zentralausschuss (ZA) gewählt.
Er war Redakteur der Süddeutschen Arbeiterzeitung, einem Organ der KPD. In dieser Funktion wurde er 1923 verurteilt, woraufhin er nach Moskau flüchtete. Dort war er für die Rote Gewerkschafts-Internationale (RGI) tätig.
1925 kehrte er nach Stuttgart zurück und betätigte sich erneut als Redakteur der Parteizeitung. Ab diesem Zeitpunkt war er in der Partei auch ein Wortführer der Rechten. Im April 1927 wurde er kurzzeitig verhaftet. Hammer wurde im Mai 1928 in den württembergischen Landtag gewählt. In der Folge kam es zu Auseinandersetzungen, wo er die rechte Opposition unterstützte. In der Folge wurde er Anfang 1929 aus der KPD ausgeschlossen und wurde Mitglied der KPO. Nach seinem Wechsel in die KPO blieb er im württembergischen Landtag und wurde Redakteur der von der KPO herausgegebenen Arbeiter-Tribüne. Bis zum Ende der Wahlperiode 1932 gehörte er dem Landtag an und war bis zu seiner Verhaftung 1933 weiter für die KPO tätig.
Am 23. März 1933 nahmen ihn die Nationalsozialisten in sogenannte „Schutzhaft“, er wurde im Lager Heuberg und im KZ Oberer Kuhberg inhaftiert. Aus dieser Haft wurde er am 10. März 1934 entlassen, nachdem er, wie auch andere KPO-Funktionäre auch, eine Art Loyalitätsbekundung für die NSDAP unterschrieb, nach seinen Aussagen tat er dies aus Rücksicht auf seine erkrankte Ehefrau. Anschließend arbeitete er wieder in seinem Beruf.
Am 22. August 1944 wurde Hammer im Rahmen der „Aktion Gewitter“ erneut verhaftet, seine Haft verbrachte er im KZ Dachau. Am 23. September 1944 erfolgte die Entlassung.
Nach dem Krieg unterstützte Hammer, nunmehr Rentner, die Gruppe Arbeiterpolitik in Stuttgart.